# マレン・エッゲルト
マレン・エッゲルト（Maren Eggert、1974年1月30日 - ）は、ドイツの女優。

## 出演作品
- es［エス］ Es (2001) ドラ
- ヒトラーを欺いた黄色い星 Die Unsichtbaren – Wir wollen leben (2017) ヘレーネ・ヤーコプス
- アイム・ユア・マン 恋人はアンドロイド Ich bin dein Mensch (2021)